# スタニスラフ・ペトロフ
スタニスラフ・イェフグラーフォヴィチ・ペトロフ（ロシア語: Станисла́в Евгра́фович Петро́в, 1939年9月9日 - 2017年5月19日）は、ソ連防空軍の元中佐。

## 来歴
1983年9月26日、ソ連軍の将校であったスタニスラフ・ペトロフはソ連の標準的な軍服務規程を逸脱し、監視衛星が発したミサイル攻撃警報を自ら誤警報と断定した。複数の情報源によると、この決断はアメリカ合衆国に対する偶発的な報復核攻撃を未然に防ぐ上で決定的な役割を果たした。監視衛星の警報システムに対する調査により、システムは確かに誤動作していたことがその後判明した。以上により彼は核戦争を未然に防ぎ「世界を救った男」と呼ばれることがある。
彼がこの警報を上層部に伝達したかどうか、またその決断が核戦争を回避する上で厳密にいかなる役割を果たしたのかは依然諸説ある。しかし彼が処罰される危険を冒して破局を未然に防いだことは、ソ連のミサイル警報システムの致命的な欠陥を暴露し、軍上層部を深く狼狽させた。この結果として彼は「信頼できない」将校との烙印を押され、軍歴を損なわれた。ソ連の軍事機密と外交政策の関係上、ペトロフの行動は1998年まで秘密とされていた。
この事件は冷戦時代に戦略核兵器を扱う軍によってなされたいくつかの際どい判断の1つである。それらはしばしば、最後の瞬間に、指揮系統から遠く離れた担当責任者によって下された。

## 核戦争未遂事件

### 事件の背景
事件は米ソの外交関係が非常に悪化している時期に発生した。先立つこと僅か3週間前、ソ連軍がソ連領空を侵犯した大韓航空007便を撃墜し、乗員乗客269名全員が死亡するという事件が起きた。この際多数の米国人が死亡し、中には下院議員のラリー・マクドナルドも含まれていた。また米国とその同盟国は軍事演習「エイブル・アーチャー83」を実施している最中であり、これが米ソ間の緊張を著しく高めていた。KGBは西側に配置していた活動員に緊急通信を送り、核戦争の勃発を想定して準備するよう警告していた。

### 1983年の事件
スタニスラフ・ペトロフは戦略ロケット軍の中佐であり、1983年9月26日、モスクワはセルプコフ-15バンカーの当直将校だった。ペトロフの担当任務には、核攻撃に対する人工衛星による早期警戒網を監視し、ソ連への核ミサイル攻撃を認めた場合これを上官に通報することが含まれていた。そのような攻撃を受けた場合のソ連の対応は相互確証破壊戦略に基づいており、即時反応による米国への核攻撃を行うこととされていた。
0時40分、バンカーのコンピュータは米国からソ連に向けて飛来する一発のミサイルを識別した。ペトロフはこれをコンピュータのエラーだと考えた。何故なら、理論上、米国からの先制核攻撃は、何千発とは言わずとも何百発ものミサイルの同時発射によるソ連側反撃力の殲滅を含むはずだからである。また人工衛星システムの信頼性にも以前から疑問があった。ペトロフはこれを誤警報として退けたが、コンピュータによる検知が誤りで米国はミサイルを発射していないと結論した後で、彼が上官に通報したか否かについては「した」という説と「しなかった」という説がある。この後、コンピュータは空中にあるミサイルをさらに4発（1発目と合わせて計5発）識別し、いずれもソ連に向けて飛来しつつあるとした。再びペトロフはコンピュータシステムの誤動作と断定したが、彼の判断を裏付ける情報源は実は何一つなかった。ソ連のレーダーには地平線の向こうに隠れたミサイルを探知する能力はなかったので、それらが脅威を探知するまで待ったとすると、ソ連が事態に対処できる余裕は僅か数分間に限られてしまっただろう。
もしペトロフが誤って本物の攻撃を誤報と考えたのだとしたら、ソ連は何発かの核ミサイルに直撃されていただろうし、もし彼が米国のミサイルが飛来中だと通報していたならば、上層部は敵に対する破滅的な攻撃を発動し、対応して米国からの報復核攻撃を招いていたかも知れない。ペトロフは自身の直感を信じ、システムの表示は誤警報であると宣言した。彼の直感は後に正しかったことが明らかになった。飛来してくるミサイルなどは存在せず、コンピュータの探知システムは誤動作していた。後日、高高度の雲に掛かった日光が監視衛星のモルニヤ軌道と一列に並ぶというまれな条件が原因だったことが判明した（後にこのエラーは追加配備された静止衛星との照合によって回避されるようになった）。
ペトロフが後に述べたところによると、彼のこの重大な決断は、次のような事柄を根拠にしていたという。1つには米国の攻撃があるとすればそれは総攻撃になるはずだと告げられていたこと。5発のミサイルというのは先制としては非論理的に思われた。発射検知システムはまだ新しく、彼から見て未だ完全には信頼するに足りなかったこと。そして地上のレーダーはその後何分間かが経過しても何ら追加証拠を拾わなかったこと。

### 余波

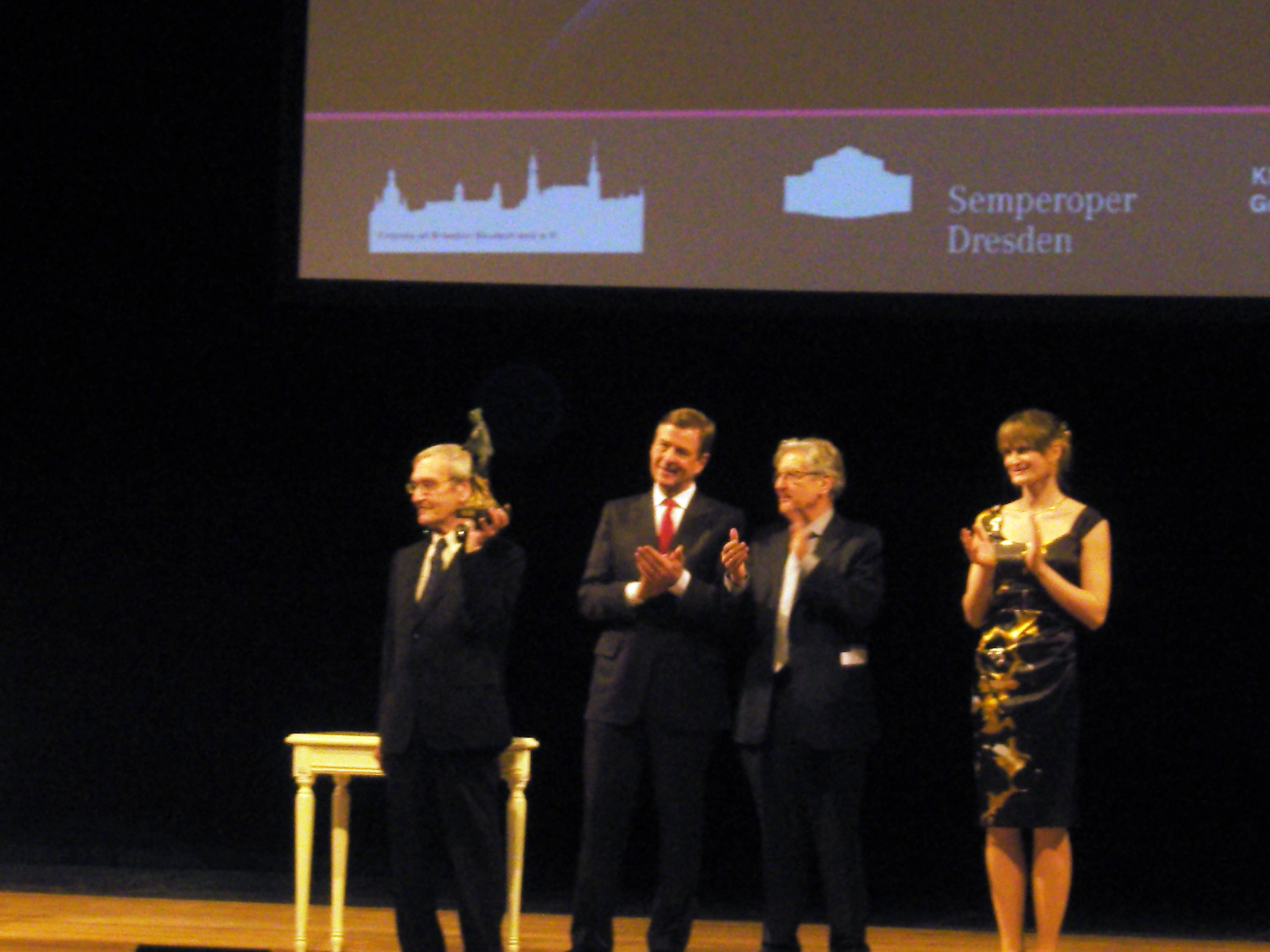
国際ドレスデン賞授与式に出席するペトロフ（2013年、ドイツ・ドレスデンのゼンパー・オーパーにて）

あわや核惨事に至るところをコンピュータシステムの警告を無視して防いだにもかかわらず、ペトロフ中佐は彼が核の脅威に対処したやり方を巡って抗命と軍規違反の咎で告発された。以後、彼は上層部から厳しい審問にさらされ、結果として最早これ以上信頼の置ける将校ではないとの評価を受けた。
ペトロフ中佐の司令官らは事件後の審理で彼を非難し、事件の責任を負わせた。彼の行動はソ連の軍事機構の欠陥を暴露し、上層部をまずい立場に立たせた。彼は書類仕事のミスを口実に懲戒処分を受け、前途洋洋としていた彼の軍歴は恒久的に損なわれた。彼は重要度の低い部署に左遷され、やがて早期退役して神経衰弱に陥った。
ペトロフを巡るこの事件は、ソ連防空軍ミサイル防衛部隊の元司令官ユーリー・ヴォーチンツェフ大将の回顧録が1998年に出版されて初めて公になった。以来、各種メディアで採り上げられ、ペトロフの行動は広く知られるようになった。

## 晩年
ペトロフの行動が知れ渡った1998年の時点で彼は既に年金生活に入っており、フリャジノの町で比較的貧しい退役生活を送っていた（年金額200米ドル/月）。彼自身はその日にしたことで自分を英雄とは思っていないと述べている。しかし2004年5月21日、 サンフランシスコに本拠を置く平和市民協会は、ペトロフ中佐が世界的な破滅を防ぐ上で果たした役割を称え、世界市民賞と副賞のトロフィー、賞金1,000米ドルを贈呈した。
2006年1月には、ペトロフはアメリカ合衆国を訪問し、ニューヨーク市における国際連合の会合で表彰された。その際、平和市民協会は改めて2つ目の特別世界市民賞を彼に贈った。翌日ペトロフはニューヨークにあるCBSの社屋で米国人ジャーナリストウォルター・クロンカイトによる取材に応じた。このインタビュー内容は、ペトロフの米国旅行におけるハイライトの様子と共にドキュメンタリー映画『赤いスイッチと世界を救った人間』に収録された。
2013年2月17日には、紛争や暴力を停止させた人物を表彰する国際ドレスデン賞を授与された。
2017年5月19日、モスクワ近郊で77歳で死去。しかし、その死はロシア国内の報道ではほぼ取り上げらなかったという。ペトロフの友人であるドイツの映画作家が9月7日、2日後に迫ったペトロフ78歳の誕生日を祝おうと電話で問い合わせたところ、ペトロフの息子が父親の死去を伝え、そのことを映画作家がブログで言及したことを機にドイツのメディアに取り上げられることとなった。結局、ペトロフの死が大々的に報じられたのは死去約4ヶ月後の9月18日であった。

## 懐疑論
ニューヨークの国連でペトロフが表彰された同日、ロシア駐米大使館はプレスリリースを発表し次のように反論した。1個人が核戦争を起こしたり防いだりするのは無理で、特に「核兵器を用いるという決断がただ1つの情報源やシステムに依存して下されるような事態は、米国であれソ連（ロシア）であれ起こり得ず想定もできない。そのためには複数のシステムによる確認を要する。例えば地上レーダー、早期警戒衛星、諜報報告等々」。
しかしながら、冷戦に関する評論家の中には、スタニスラフ・ペトロフが関わったようなミサイル攻撃警報のケースでもこのような規定が厳密に遵守されたか疑問を呈する向きもある。1983年当時のソ連首脳部の心理状態と、同じく当時の緊張を高めるばかりの諜報報告のために、ソ連首脳部は米国からの核ミサイルによる奇襲攻撃が現実になるかも知れないと深刻に懸念しているように見えた。冷戦時代の核戦略に関する専門家で現在ワシントンDCにあるWorld Security Instituteの代表を務めるブルース・ブレアは、次のように述べている。米ソ関係は「極めて悪化しており、システムとしてのソ連全体、つまり単にクレムリンやアンドロポフやKGBというのではなく、システム全体が、攻撃を予期し迅速に反撃する態勢に移行していた。それは一触即発の警戒態勢だった。非常に神経質なあまり誤りや事故を起こしやすい状況にあった。…ペトロフが当直だった際に生じた誤警報は、米ソ関係上これ以上ないほど最悪のタイミングで起きたのだ。」。全米視聴インタビューでブレアが述べたところによると「ロシア人から見ると、米国政府は先制攻撃を準備しており、また実際にそれを命令し得る大統領によって率いられていた。」ペトロフの事件は「我々が偶発的核戦争に最も近づいた瞬間だと思う」。
KGBの元対外防諜責任者で当時のソ連最高指導者ユーリ・アンドロポフをよく知っていたオレグ・カルーギンは、アンドロポフの米国指導者に対する不信は深刻だったと述べる。もしペトロフが衛星の警報を本物と宣言していたら、誤った通報でもソ連指導部を好戦論に追いやったことは考えられる。カルーギンによると「危険はソ連指導部の考え方にあった。『米国は攻撃するかもしれないから、いっそ我々が先制するべきだ』」。
ペトロフ自身は自分がその日したことで自分を英雄とは思っていないと述べている。ドキュメンタリー映像「The Red Button and the Man Who Saved the World」収録のインタビューでペトロフ曰く「起きたことは全て私にとってどうということはなかった ― それが私の仕事だった。私は単に自分の仕事をしていただけで、たまたま私がその時そこにいるべき人間だったまでだ。当時10年連れ添っていた妻はそれについて何も知らなかった。『で、あなたは何をしたの？』と彼女は聞いた。私は何もしなかった」。